# Poglavlje VII Povelje Ujedinjenih naroda
Poglavlje VII Povelje Ujedinjenih naroda utvrđuje ovlasti Vijeća sigurnosti UN-a za održavanje mira. Dopušta Vijeću da "utvrdi postojanje bilo kakve prijetnje miru, kršenja mira ili čina agresije" i da poduzme vojne i nevojne akcije za "obnovu međunarodnog mira i sigurnosti".

## Obrazloženje
Zabrana Povelje UN-a državama članicama UN-a da napadaju druge države članice UN-a središnja je svrha za koju su UN utemeljeni nakon razaranja u Drugom svjetskom ratu: spriječiti rat. Ova prevladavajuća zabrinutost također se odražava u konceptu Nürnberškog suđenja o zločinu protiv mira "započinjanje ili vođenje rata protiv teritorijalnog integriteta, političke neovisnosti ili suvereniteta države, ili kršenje međunarodnih ugovora ili sporazuma" (zločin protiv mira), koji se smatrao zločinom koji omogućuje sve ratne zločine.
Poglavlje VII također daje Odboru vojnog stožera odgovornost za stratešku koordinaciju snaga stavljenih na raspolaganje Vijeću sigurnosti UN-a. Čine ga šefovi stožera pet stalnih članica Vijeća. Inače, to se poglavlje koristi kada Vijeće sigurnosti UN-a ovlašćuje ili državu članicu ili koaliciju koja je voljna djelovati na nacionalnoj razini ili putem regionalnih organizacija kako bi odgovorila na ovu prijetnju – ako je potrebno uz sve potrebne mjere, uključujući upotrebu izravne sile. Izraz 'sve potrebne mjere' treba shvatiti doslovno. Svaka vojna akcija izvedena preko kopnenih, zračnih i pomorskih snaga posebno je dopuštena (Povelja UN-a, članak 42). Takva bi akcija mogla uključivati raspoređivanje trupa, provođenje zone zabrane leta, čak i korištenje zračnog bombardiranja.

## Povijesna pozadina
Ujedinjeni narodi osnovani su nakon Drugog svjetskog rata i konačnog neuspjeha diplomacije unatoč postojanju Lige naroda u godinama između Prvog i Drugog svjetskog rata. Vijeće sigurnosti je tako dobilo široke ovlasti kroz Poglavlje VII kao reakciju na neuspjeh Lige.. Ove široke ovlasti omogućuju joj da uživa veću moć od bilo koje druge međunarodne organizacije u povijesti. Može se tvrditi da mu snažne izvršne ovlasti koje su mu dodijeljene daju ulogu 'izvršne vlasti međunarodne zajednice' ili čak 'međunarodne vlade'.
Pakt Lige naroda omogućio je, po prvi put u povijesti, provedbu međunarodnih odgovornosti (tj. pridržavanje Pakta Lige naroda) kroz ekonomske i vojne sankcije. Države članice također su bile obvezne, čak i bez prethodne odluke vijeća, poduzeti mjere protiv država koje su postupale nezakonito u očima Ligaškog saveza. To je značilo da je mirovni proces uvelike ovisio o volji država članica, jer Pakt Lige naroda nije donosio obvezujuće odluke; Vijeće Lige bilo je odgovorno samo za preporučivanje vojne sile. Osim toga, članak 11. stavak 1. Pakta kaže:
 Svaki rat ili prijetnja ratom, bez obzira na to utječe li neposredno na bilo kojeg člana Lige ili ne, ovime se proglašava predmetom zabrinutosti cijele Lige, a Liga će poduzeti sve mjere koje se mogu smatrati mudrima i učinkovitima za očuvanje mira nacija.
To se može smatrati odobrenjem uporabe sile i drugih mjera prisile, međutim, države su opetovano inzistirale da to ne čini odluke Lige obvezujućima.
To je rezultiralo neviđenom voljom i sila na konferenciji u Dumbarton Oaksu i država prisutnih na konferenciji u San Franciscu da se podvrgnu središnjem tijelu poput Vijeća sigurnosti. Unatoč dugoj raspravi o tome treba li Opća skupština također imati ovlasti nad odlukama koje donosi Vijeće sigurnosti, na kraju je velikom većinom glasova odlučeno da Vijeće sigurnosti treba zadržati svoju izvršnu vlast jer, kako su velike sile naglasile, za održavanje svjetskog mira bilo bi potrebno snažno izvršno tijelo. Taj je naglasak posebno zagovarao kineski predstavnik, podsjećajući na nemoć Lige tijekom Mandžurijske krize.

## 41. i 42. čl
Članci 41. i 42. zajedno uspostavljaju pravo Vijeća sigurnosti da organizira korištenje i neoružanih (članak 41.) i oružanih (članak 42.) mjera za provođenje svojih odluka.
Članak 41.:
 Vijeće sigurnosti može odlučiti koje će se mjere koje ne uključuju uporabu oružane sile primijeniti kako bi se njegove odluke provele u djelo, te može pozvati članove Ujedinjenih naroda da primijene takve mjere. To može uključivati potpuni ili djelomični prekid gospodarskih odnosa i željezničkih, pomorskih, zračnih, poštanskih, telegrafskih, radijskih i drugih komunikacijskih sredstava te prekid diplomatskih odnosa.
Članak 42.:
 Ako Vijeće sigurnosti smatra da bi mjere predviđene člankom 41. bile neprikladne ili su se pokazale neprikladnima, ono može poduzeti takve akcije zračnim, pomorskim ili kopnenim snagama koje su potrebne za održavanje ili obnovu međunarodnog mira i sigurnosti. Takve akcije mogu uključivati demonstracije, blokade i druge operacije zračnih, pomorskih ili kopnenih snaga članica Ujedinjenih naroda.

### Poglavlje VII. Rješenja
Većina rezolucija iz poglavlja VII. (1) utvrđuje postojanje prijetnje miru, povrede mira ili čina agresije u skladu s člankom 39. i (2) donosi odluku izričito prema poglavlju VII. Međutim, nisu sve rezolucije tako izričite, postoji neslaganje oko statusa malog broja rezolucija u Poglavlju VII. Kao reakcija na ovu dvosmislenost nedavno je predložena službena definicija rezolucija iz poglavlja VII.
 Rezolucija Vijeća sigurnosti smatra se 'rezolucijom iz poglavlja VII' ako izričito utvrđuje da situacija koja se razmatra predstavlja prijetnju miru, kršenje mira ili čin agresije, i/ili eksplicitno ili implicitno navodi da Vijeće postupa prema Poglavlju VII pri usvajanju nekih ili svih operativnih stavaka.
Rezolucije iz poglavlja VII vrlo su rijetko izolirane mjere. Često je prvi odgovor na krizu rezolucija kojom se zahtijeva okončanje krize. Tek kasnije slijedi stvarna rezolucija iz poglavlja VII koja detaljno opisuje mjere potrebne za osiguranje usklađenosti s prvom rezolucijom. Ponekad se u narednim godinama donose deseci rezolucija kako bi se izmijenio i produžio mandat prve rezolucije iz poglavlja VII. kako se situacija bude razvijala.
Popis intervencija iz poglavlja VII uključuje:
- Rezolucija Vijeća sigurnosti UN-a 82 (Koreja)
- Rezolucija Vijeća sigurnosti UN-a 1267 (Afganistan)
- Prijelazna uprava Ujedinjenih naroda u Istočnom Timoru
- Misija Ujedinjenih naroda u Demokratskoj Republici Kongo
- Međunarodni kazneni sud za Ruandu
- Misija Ujedinjenih naroda u Sierra Leoneu
- Misija Ujedinjenih naroda za pomoć Ruandi
- Verifikacijska misija Ujedinjenih naroda u Angoli II
- Operacija Ujedinjenih naroda u Somaliji II
- Komisija Ujedinjenih naroda za praćenje, verifikaciju i inspekciju
- Zaštitne snage Ujedinjenih naroda (bivša Jugoslavija)
- Program Nafta za hranu (Irak)
- Stabilizacijska misija Ujedinjenih naroda na Haitiju
- Rezolucija Vijeća sigurnosti UN-a 678 (Zaljevski rat)
- Rezolucija Vijeća sigurnosti UN-a 1973 (Libija)
- Rezolucija Vijeća sigurnosti UN-a 502 (Argentina)
- Specijalni sud za Libanon
- Rezolucija Vijeća sigurnosti Ujedinjenih naroda 2699 (Haiti)

Vidi također Kronologija mirovnih misija Ujedinjenih naroda, od kojih su neke stvorene prema ovlastima poglavlja VI., a ne VII.

## Članak 51: Samoobrana
Članak 51. predviđa pravo zemalja da se uključe u samoobranu, uključujući kolektivnu samoobranu, od oružanog napada i uključen je tijekom Konferencije u San Franciscu 1945.
 Ništa u ovoj Povelji neće utjecati na urođeno pravo na pojedinačnu ili kolektivnu samoobranu ako se dogodi oružani napad na člana Ujedinjenih naroda, sve dok Vijeće sigurnosti ne poduzme mjere potrebne za održavanje međunarodnog mira i sigurnosti. Mjere koje članice poduzimaju u ostvarivanju ovog prava na samoobranu bit će odmah prijavljene Vijeću sigurnosti i ni na koji način neće utjecati na ovlast i odgovornost Vijeća sigurnosti prema ovoj Povelji da u bilo kojem trenutku poduzme takve mjere smatra potrebnim za održavanje ili obnovu međunarodnog mira i sigurnosti.

### Korištenje od strane suverenih zemalja
Prema studiji istraživača s Pravnog fakulteta Harvard, između 1945. i 2018. države članice UN-a podnijele su 433 priopćenja Vijeću sigurnosti o mjerama poduzetim u navodnom ostvarivanju prava na samoobranu.
Ovaj je članak bio poticaj mnogim međunarodnim paktovima, a SAD su ga navele kao potporu za slučaj Nikaragva, invaziju na Irak 2003. i legalnost Vijetnamskog rata, kao i mnoge druge zemlje. Prema tom argumentu, "iako Južni Vijetnam nije neovisna suverena država niti članica Ujedinjenih naroda, ipak uživa pravo na samoobranu, a SAD imaju pravo sudjelovati u njegovoj kolektivnoj obrani". Drugi aspekt je postoji li još uvijek pravo na samoobranu ako je Vijeće sigurnosti UN-a poduzelo mjere za rješavanje sukoba Postoje kontradiktorna mišljenja postoji li to pravo i dalje nakon što Vijeće sigurnosti poduzme mjere. Članak 51. je opisan kao težak za presuđivanje s bilo kakvom sigurnošću u stvarnom životu.
U pismu Vijeću sigurnosti UN-a tražeći vojnu intervenciju u Jemenu, jemenski predsjednik Hadi pozvao se na članak 51.
Sjedinjene Države upotrijebile su članak 51. kako bi opravdale atentat na Qasema Soleimanija i američke zračne napade u Iraku i Siriji protiv milicije koju podržava Iran.
Predsjednik Rusije, Vladimir Putin, citirao je članak 51 u govoru kako bi opravdao invaziju na Ukrajinu 2022. i eskalaciju rata u Donbasu.

## Članak 53
Članak 53. dopušta "Vijeću sigurnosti da koristi regionalne dogovore prema potrebi ili da odobri provedbene radnje takvim aranžmanima".